# Milan Tabaković
Milan Tabaković, magyarosan Tabakovics Emil, románul Milan Tabacovici; (Arad, 1860. augusztus 2. vagy 14. – Újvidék, 1946. szeptember 10.) aradi szerb építőművész, a 20. század eleji szecesszió markáns képviselője.

## Életpályája
Ősei szerb határőrök voltak. Aradon a minoriták gimnáziumában tanult, majd  Budapesten szerzett építészmérnöki oklevelet. Ezután Franciaországban, Olaszországban és Németországban járt tanulmányúton.  Hazatérése után előbb egy fa- és fémipari szakiskolában műszaki rajzot tanított, majd megnyitotta építészirodáját. 

## Művei
Tabakovits elképzelései nyomán és közvetlen irányításával épült fel 1902 és 1906 között Aradon a belvárosi minorita templom és rendház, a Szerb-palota, az egykori honvédlaktanya, a volt lovassági laktanya (ma tüdőszanatórium), a román leányiskola (ma tüdőkórház), a gyermekkórház főépülete, a Ferenc-téri polgári fiúiskola (ma kórház), a Tribuna-ház, az ortodox zsinagóga, a szabadkőműves páholy, a Földes-palota és a patika, amelynek fennmaradt belsőépítészeti munkáit, sőt a gyógyszertár bútorzatát is ő tervezte.

## Képgaléria

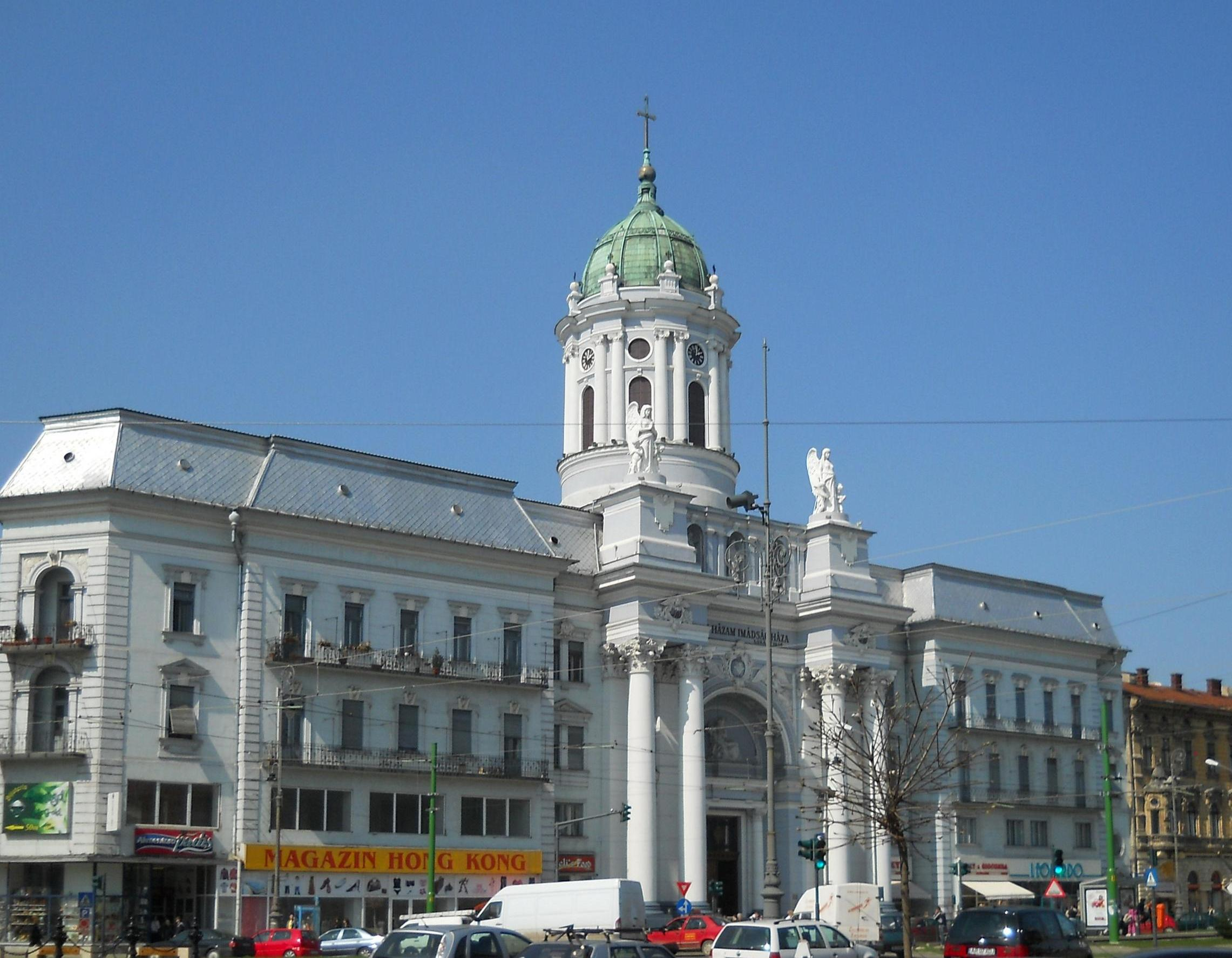
Páduai Szent Antal-katedrális (Arad)
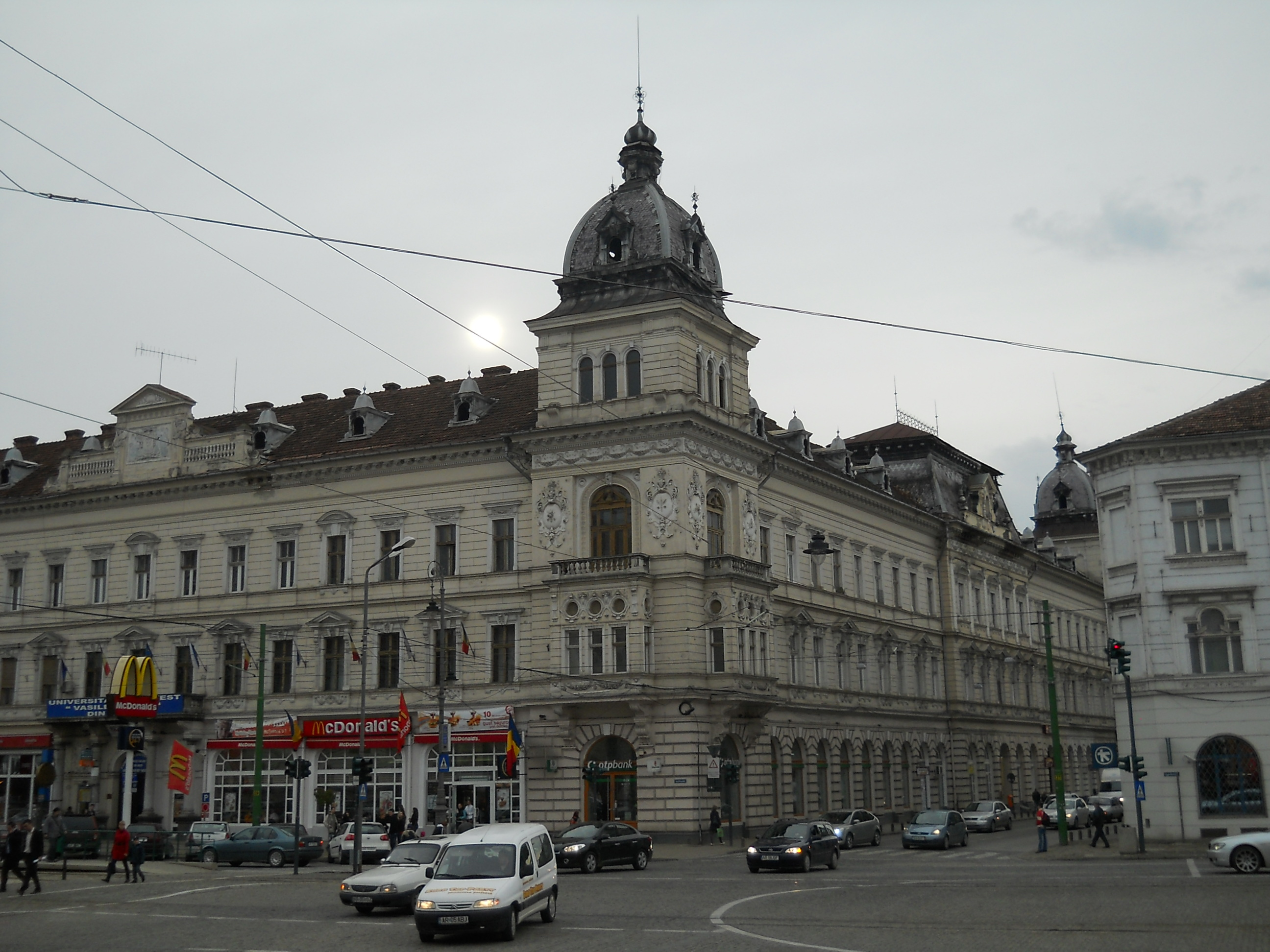
Neumann-palota (Arad)
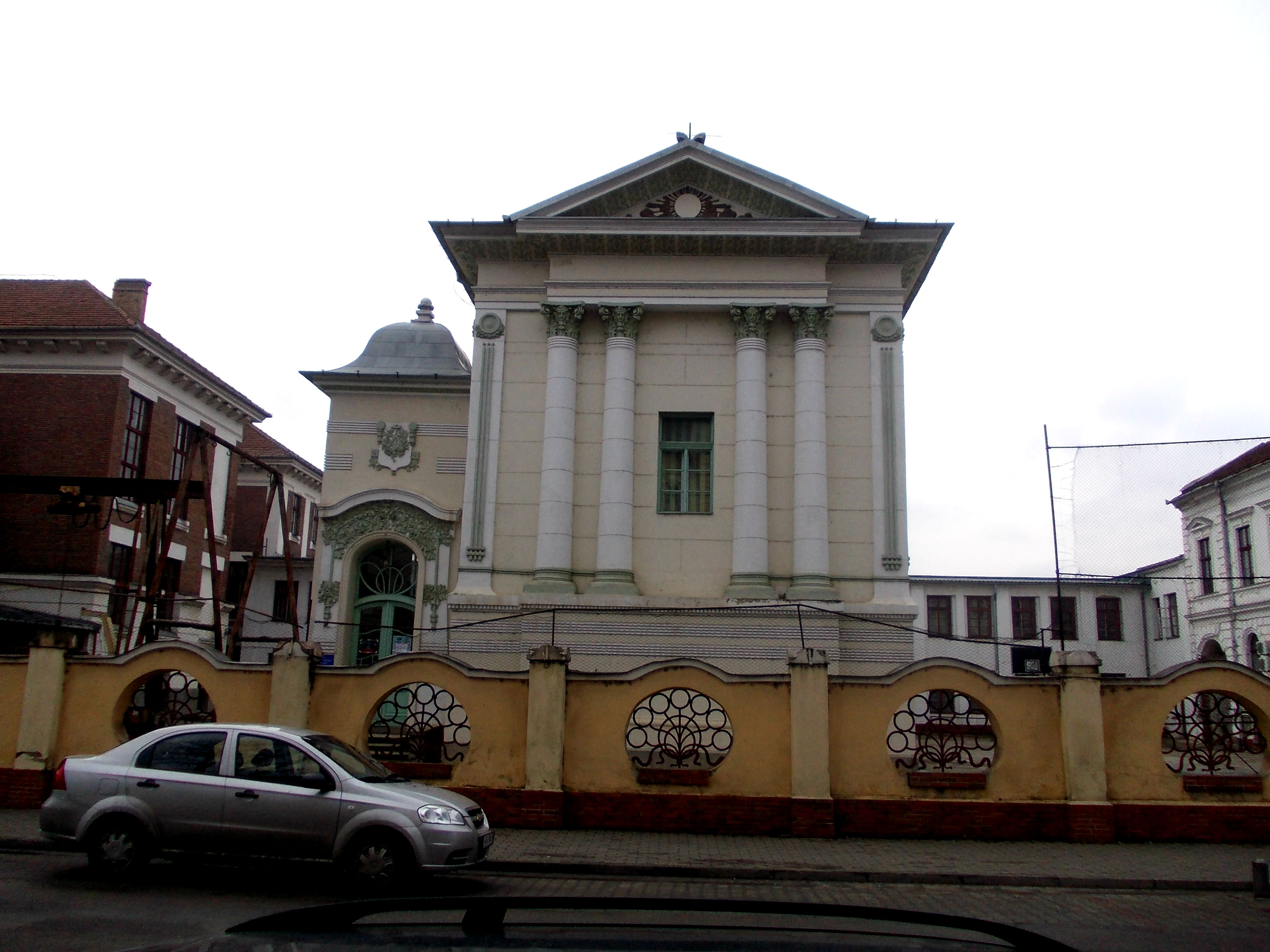
A szabadkőműves páholyház Aradon
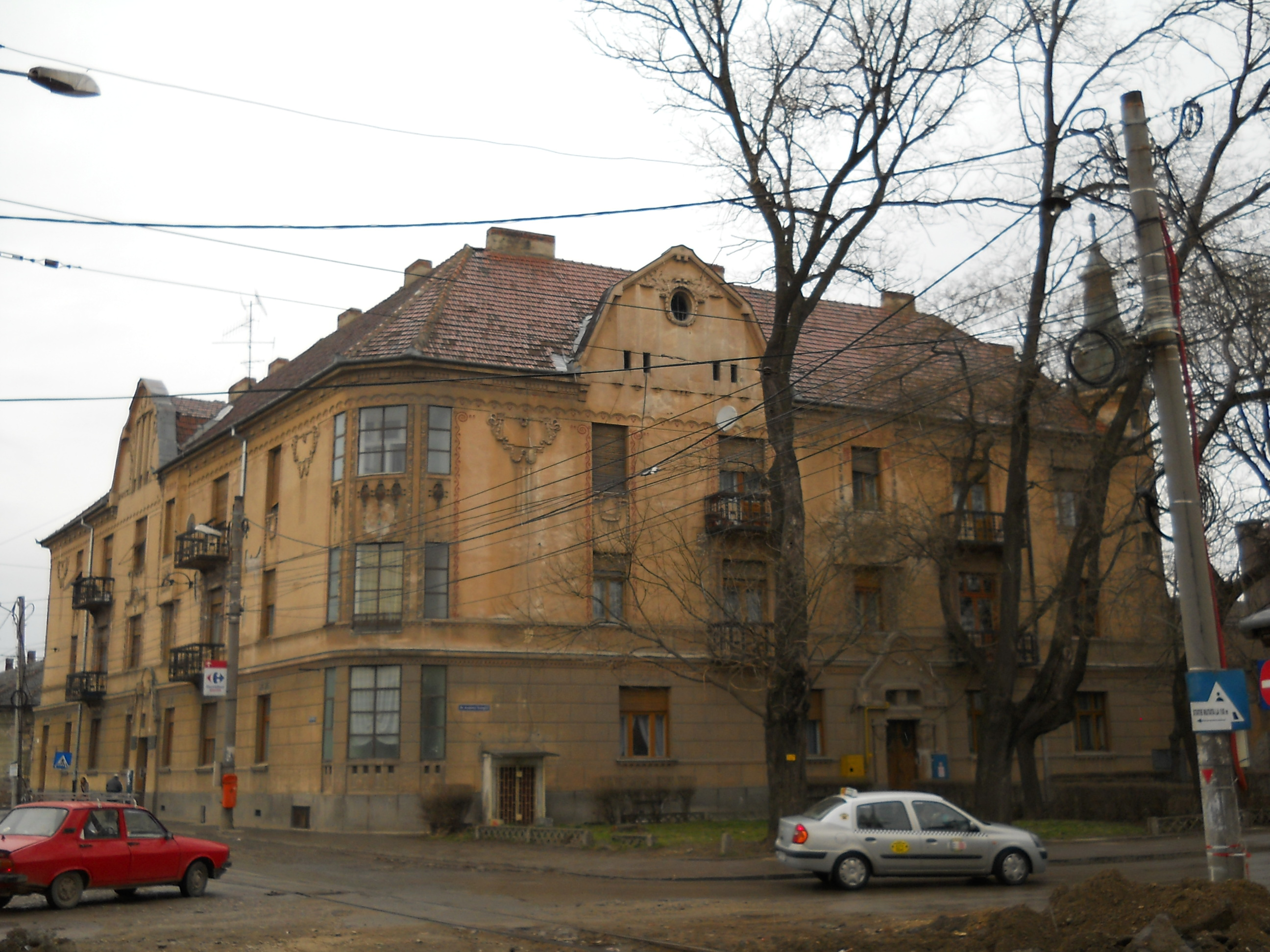
Aradi szerb püspöki palota
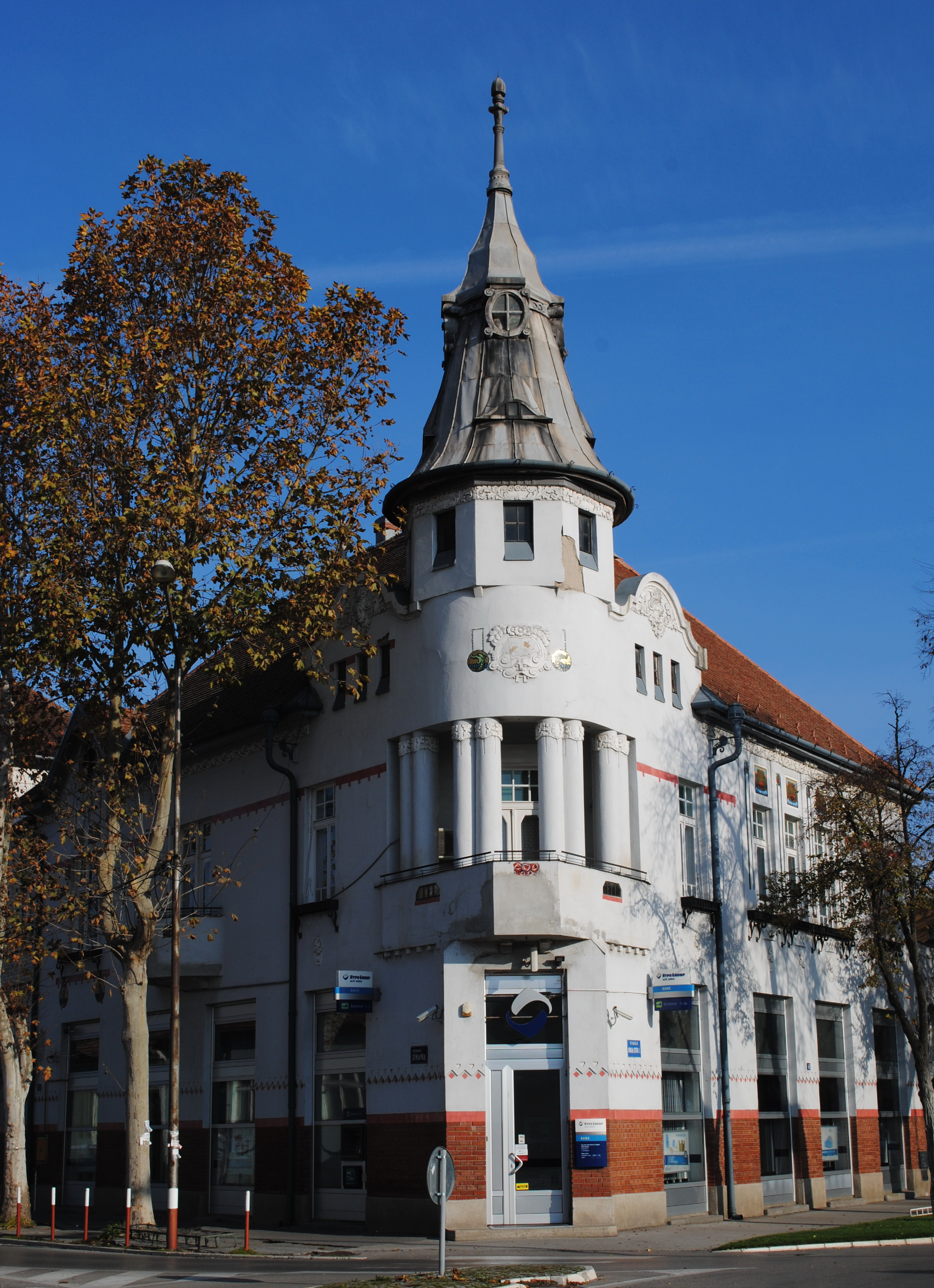
Lepedat-palota, Nagykikinda

## Külső hivatkozás
- mek.oszk.hu